# Copris umbilicatus
Copris umbilicatus là một loài bọ cánh cứng trong họ Bọ hung (Scarabaeidae).